# Hermann Diels
Pour les articles homonymes, voir Diels.
 (août 2012).
Hermann Alexander Diels, né à Biebrich le 18 mai 1848 et mort à Dahlem le 4 juin 1922, est un philologue allemand, spécialiste de la philosophie antique. Il est enterré au cimetière de Dahlem.

## Biographie
Hermann Diels nait à Biebrich le 18 mai 1848. Fils du chef de gare et maître d'école Ludwig Diels (1820-1872) et d'Emma Diels, née Rossel (1817-1885), Hermann Diels s'intéressa dès son plus jeune âge aux sciences, mais les maigres ressources de sa famille ne lui laissaient pas d'espoir de poursuivre dans cette voie. Après ses études secondaires, grâce à l'appui financier d'un oncle professeur, Karl Rossel (1815-1872), il se consacra à la philologie classique à partir d'avril 1867, dont il commença l'étude à l'université de Berlin, puis à Bonn, où il fut reçu licencié en décembre 1870 par Hermann Usener avec un essai De Galeni historia philosopha.

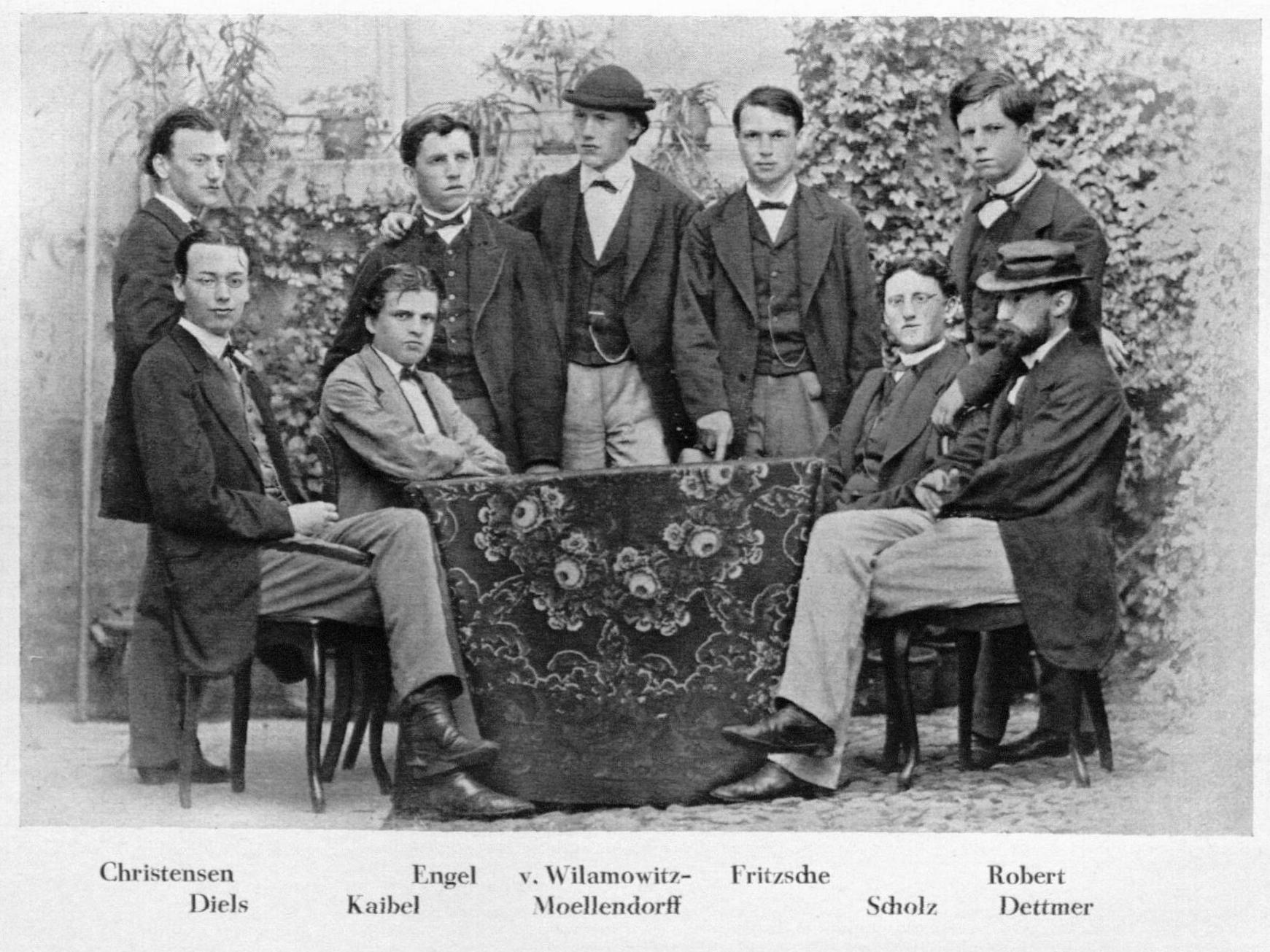
Diels (assis à gauche) et ses condisciples (Bonn, 1869).

À Bonn, il se lia d'amitié avec deux autres étudiants, Carl Robert et surtout Ulrich von Wilamowitz-Moellendorff.
Il réussit le concours de recrutement des professeurs le 8 juillet 1871 et fut professeur de lycée d’octobre 1872 à 1877 à Flensburg et Hambourg.

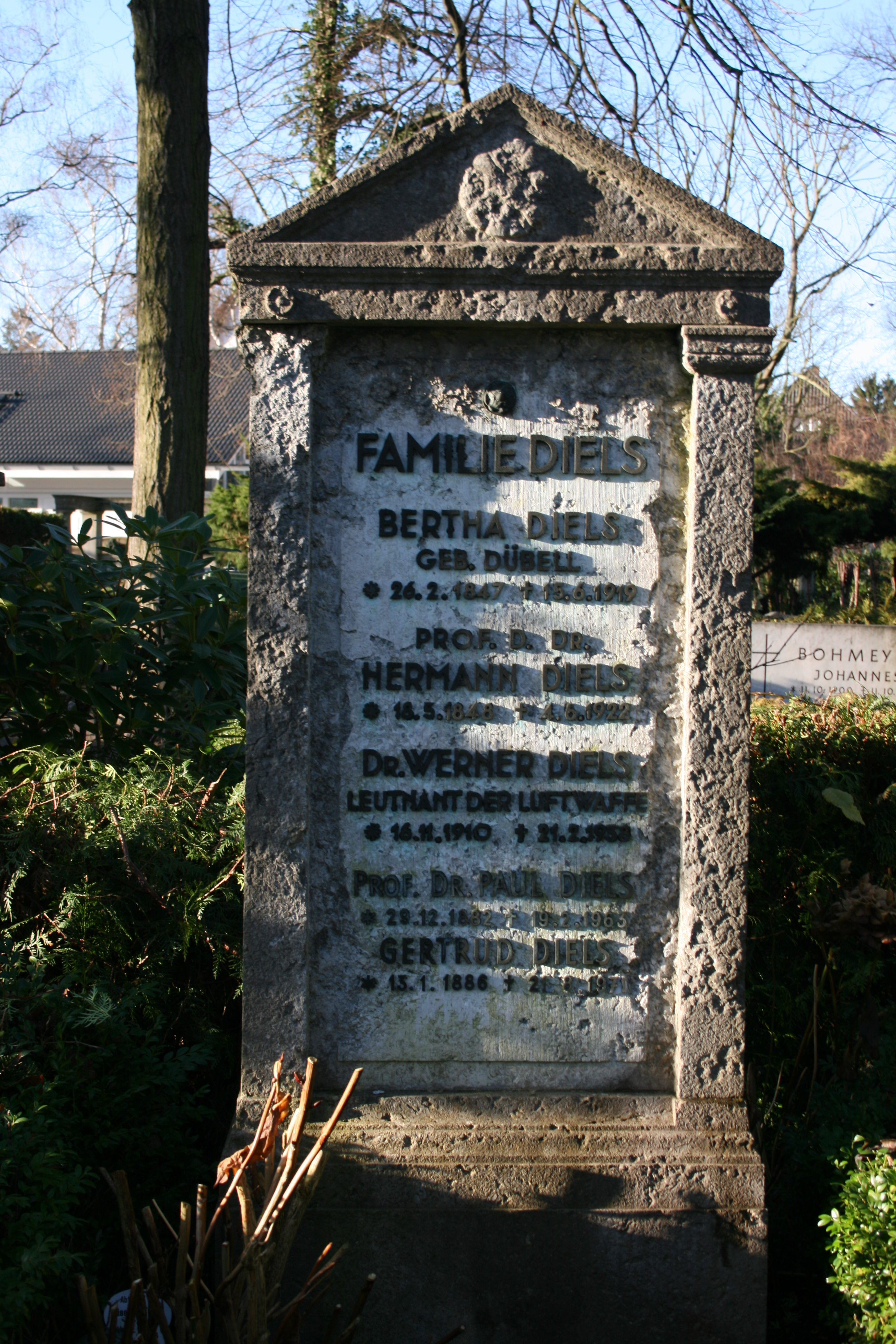
Tombeau familial des Diels

Grâce à l'intercession d'Eduard Zeller, Diels est muté à Berlin en 1877, afin de pouvoir y exercer les fonctions de coordinateur d'un vaste projet d'édition des commentateurs antiques d'Aristote, financé par l'Académie royale des sciences de Prusse, les Commentaria in Aristotelem Graeca. Il est élu membre de cette académie en juillet 1881, dont il est secrétaire de 1885 à 1921, puis professeur extraordinaire de l'université Frédéric-Guillaume et enfin professeur au lycée royal de Berlin. Il est nommé professeur titulaire de la chaire de philologie classique de Berlin en 1886 où il professe jusqu'à sa retraite en 1921, doyen de l'université en 1891–92 et finalement recteur en 1905–06.
En 1895, il succède à Theodor Mommsen comme Secrétaire de la classe d'histoire de la philosophie à l'Académie, fonction qu'il conservera jusqu'en 1920, année de son Éméritat.
En 1899, il est élu membre étranger de l'Académie des inscriptions et belles-lettres. Il a une correspondance régulière avec Pierre Boudreaux, suppléant en philologie grecque, qui collabore à son Corpus des médecins antiques.
Il manifeste son indépendance en refusant de signer en tant que secrétaire de l'Académie de Berlin le Manifeste des 93, publié le 4 octobre 1914 comme réaction des intellectuels allemands aux accusations d'exactions portées contre l'armée allemande à la suite de l'invasion de la Belgique neutre .
Il meurt d'un infarctus au terme d'un cycle de conférences à travers la Scandinavie, le 4 juin 1922 à Berlin.

## Œuvre scientifique

### Travail sur les doxographes
Diels et Hermann Usener, son maître et inspirateur, avaient remarqué les similitudes existant entre les Placita, résumé des opinions des philosophes antérieurs faussement attribués à Plutarque, et les Eclogæ physicæ, surtout leur livre premier, de Jean Stobée, un compilateur du Ve siècle. Pensant à une source unique, Diels constate que l'apologète chrétien grec Théodoret de Cyr (première moitié du Ve siècle), dans sa Thérapeutique des maladies helléniques (Graecarum affectionum curatio), p.  62.4-7 Raeder, 108.27-109.4 R. et 123.21-22 R., cite comme ses sources le Pseudo-Plutarque, qu'il connaissait par Eusèbe de Césarée et peut-être lisait directement, l'Histoire philosophique du néo-platonicien Porphyre (dont les fragments préservés montrent qu'elle n'appartient pas au genre doxographique, ce qui permet de l'éliminer de l'équation), et le Περὶ ἀρεσκόντων ξυναγωγή d'un certain Ætius, que Théodoret est le seul de toute l'Antiquité à mentionner. Attendu que les synopses doxographiques de ce dernier sont plus abondantes que celle du Pseudo-Plutarque et parallèles à celles que l'on trouve chez Stobée, Diels en conclut qu'Ætius, qu'il date en toute hypothèse vers l'an 100 de notre ère, doit constituer la source commune au Pseudo-Plutarque, à Théodoret et à Stobée. Dès lors, Diels tente de reconstituer l'histoire des états textuels successifs de l'œuvre aétienne, héritière lointaine, selon lui, des Physicæ opiniones (Φυσικῶν δόξαι) de Théophraste, dont l'apport a été enrichi par Ætius d'éléments divers, en particulier stoïciens et épicuriens - de loin la partie la plus conjecturale et fragile de son travail. On tend aujourd'hui à admettre qu'Ætius a bel et bien existé et qu'il semble avoir travaillé à Alexandrie. Mais l'évidence documentaire concernant l'homme reste minime, pour ne pas dire inexistante ; il importe en particulier de relever que, en dehors du héros mythique et de l'Ætius de Diels, le nom propre Ἀέτιος n'est pas attesté avant le IVe siècle de notre ère.

Diels a publié le fruit de ses recherches dans ses Doxographi græci (1879), qui comprennent des Prolégomènes labyrinthiques (p. 1-263) où il fait la part de ce qui revient à chaque étage de son stemma doxographique, depuis Théodoret de Cyr, Stobée et le pseudo-Plutarque en aval jusqu'à Théophraste en amont ; le texte d'Aetius reconstitué par la mise en parallèle, sur deux colonnes, des notules correspondantes à chaque thème doctrinal chez le pseudo-Plutarque et Stobée (p. 273-444) ; l'édition critique des principaux textes doxographiques de l'Antiquité (p. 445-646) ; et enfin des Indices nominum et verborum très complets (p. 657-842). L'ensemble constitue une application magistrale des procédés de critique textuelle hérités de Lachmann (stemmatologie), mais souffre d'un défaut majeur, le manque de clarté du scénario aétien tel qu'il est détaillé (le latin érudit et passablement opaque des Prolégomènes, leur structure complexe, les références elliptiques aux prédécesseurs de Diels, tout cela n'aide guère à y voir clair) ; en outre, Diels intervient trop au goût actuel sur les textes qu'il édite, si bien que les éditeurs plus récents, notamment du pseudo-Plutarque, préfèrent serrer le texte des manuscrits davantage qu'il ne l'a fait. Selon l'évaluation de Guy Lachenaud (Plutarque, Œuvres morales. XII² Opinions des philosophes. Texte établi et traduit par G. L. [Paris, Les Belles Lettres, 1993], p. 19-20) : 
« Diels se propose donc de reconstruire la table des matières d'un "simulacre du monument théophrastéen", parce qu'il a l'obsession du retour aux sources (si possible une source unique) et qu'il veut retrouver la filiation historiquement exacte. À propos de chaque doxographe ou citateur, il se demande s'il a utilisé le Pseudo-Plutarque ou les Vetusta Placita. Il est pourtant difficile de prouver que la richesse de certaines notices chez les successeurs de notre compilateur provient de l'utilisation d'un recueil plus complet que le nôtre ou de la liberté du jeu doxographique (...). Pour Diels, le critère de l'excellence réside dans la fidélité à un exposé originel qui mériterait la lettre B dans l'édition des fragments des Présocratiques (...). C'est faire bon marché des contradictions inhérentes aux systèmes eux-mêmes qui ne relèvent pas toujours des insuffisances de la transmission. La démarche positive voudrait annuler la fantaisie et l'erreur, mais aussi les formulations nouvelles des questions philosophiques qui constituent des grilles de lecture et d'interprétation des doctrines anciennes. Alors que les doxographes (...) oscillent perpétuellement entre la répétition et l'interprétation, ils nous sont présentés comme des compilateurs venus trop tard et par conséquent infidèles ou ennuyeux. Quant à l'établissement du texte, il révèle des tendances à la normalisation, à l'athétèse excessive des interpolations et des gloses et à l'élimination des énoncés difficiles. En particulier, l'utilisation des passages pour établir un texte plus compréhensible peut devenir une véritable manie. »

### L'édition des Présocratiques
En 1903, Diels publie, comme textbook de son séminaire berlinois, les Fragmente der Vorsokratiker en 2 volumes, le premier corpus véritable des philosophes antiques antérieurs et contemporains à Socrate (présocratiques doit s'entendre ici comme "avant les socratiques", donc "de l'époque de Socrate") : texte grec bientôt rejoint par un apparat critique (en allemand), et traduction allemande. Les principales innovations en sont la numérotation continue de tous les auteurs et la subdivision des textes afférents en trois catégories : "A" les témoignages biographiques et doctrinaux, "B" les fragments textuels, seuls traduits, et "C" les imitations et échos explicites de la doctrine des philosophes. Diels n'aura de cesse de revoir, en le perfectionnant, son recueil. C'est ainsi que la seconde édition, en 1906, y adjoint l'apparat, avant que Walther Kranz, en 1910, n'ajoute un troisième tome à l'œuvre, comprenant un Index verborum de 480 p., le Wortindex, qui s'adjoint aux Index des noms propres et des sources composés par Diels. La troisième édition (1912) s'accroît de fragments nouveaux, en particulier, dans la section consacrée aux Sophistes, le texte complet, sous la catégorie "B", de l'Éloge d'Hélène et de la Défense de Palamède  par Gorgias, sur l'authenticité desquels Diels était antérieurement sceptique et qu'il n'avait donc pas inclus. La quatrième, en 1922, est la dernière publiée du vivant de Diels ; il n'y a pas de grands changements, déplore-t-il en Préface, en raison de l'utilisation du procédé photomécanique, mais nombre de modifications de détail sont reportées dans les sections de Nachträge à la fin des deux tomes de textes et traductions, qui montrent un esprit critique toujours en éveil de la part de l'auteur et son désir de perfection.
L'édition finale est celle de 1952, reproduite depuis  un grand nombre de fois (Berlin, Weidmann) : Kranz parachève l'œuvre en réalisant le plan caressé par Diels sur ses dernières années de faire équivaloir « Présocratique » avec « non-socratique » ; das Werk im Geiste von Hermann Diels nach dem Masse der eigenen Kraft zur erneuern écrit Kranz. Le matériel de type cosmologique, astrologique et gnomologique est disposé au début du tome I, précédé par la section consacrée à "Orphée", tandis que toute la Sophistique ancienne est placée à la fin du tome II ; Anaximandre reçoit une section "B" composée de 5 passages censés être textuels. La traduction allemande a été profondément revue et modernisée, le matériel des Nachträge de la 4e édition incorporé dans le texte même aux endroits concernés. La complexité de l'ensemble était telle qu'il a fallu à Kranz compiler deux listes de "Zusätze und Berichtigungen" à la fin des tomes I et II, lesquelles doivent être consultées par tous les lecteurs attendu qu'elles comprennent des rectifications souvent importantes.
Le Diels-Kranz, sigle DK - moins souvent : FVS - ainsi que l'état final du recueil en est venu à être surnommé, constitue la "Bible" en matière de philosophie présocratique, la référence restée irremplacée. Ce n'est pas à dire que la méthode adoptée soit la meilleure : dans les cas où la documentation est abondante et provient d'une œuvre unique, il est souvent plus suggestif d'entrelacer les témoignages et les fragments textuels ; mais indubitablement, le principe de la succession "A" et "B" est le seul, par sa généralité, à s'appliquer à tous les cas de figure d'un ensemble aussi riche et diversifié que celui des Présocratiques. En tant que collection de fragments, l'œuvre dans sa cinquième édition est prudente sur le plan textuel mais sans excès de conservatisme, méthodologiquement saine car minimaliste (dans les cas les plus épineux, comme Héraclite, Diels-Kranz se contentent de ranger les fragments selon l'ordre alphabétique du nom de l'auteur ancien qui les a préservés), et n'inclut qu'assez peu de textes dont la qualité de testimonia ("A") ou de fragments ("B") est contestable. Il y en a cependant ; citons les chapitres 7 et 8 du livre I de la Bibliothèque historique de Diodore de Sicile, dont DK (ed. 5) fait le fragment 68 B 5 de Démocrite parce qu'ils semblent refléter sa doctrine particulière, alors même qu'il se pourrait qu'ils dépendent plutôt de conceptions éclectiques répandues au Ier siècle avant notre ère, date à laquelle écrivait Diodore. Les cas de manquements graves de la collection à la critique textuelle sont très peu nombreux ; le plus important est à propos du traité de Gorgias sur le non-être, préservé en paraphrase dans deux sources (une œuvre attribuée à Aristote, le Sur Mélissos, Xénophane et Gorgias, et chez Stobée) - or le DK ne reproduit que la version stobéenne, qui se trouve être philosophiquement la moins forte et la moins riche ; c'est aussi celle qui pose le moins de problèmes textuels.

L'autorité même du DK fait débat dans la mesure où le schéma de transmission étayé dans les Doxographi y est assumé sans discussion (l'ordre dans lequel Aetius présente ses résumés doctrinaux a influencé l'arrangement des fragments chez Diels, sauf considérations plus précises), alors que la tradition doxographique aristotélicienne (identifiée par Diels comme informant en dernière analyse le recueil d'Aetius) ne peut guère avoir été seule à préserver les données doxographiques dans l'Antiquité classique, et attendu que, dans presque tous les cas, ni Diels ni Kranz n'ont été aux manuscrits des œuvres sources. Il y a lieu, pour chacune de ces dernières lorsqu'elles citent un fragment de Présocratique, de soupeser les décisions éditoriales au cas par cas, au lieu de s'aligner sur les choix de variantes manuscrites ou les corrections textuelles préférées dans le DK en raison de l'autorité du recueil. En effet, même sur la fin de sa vie, Diels émendait encore beaucoup les textes en conformité avec l'état atteint par l'histoire de la philosophie à son époque et, ce qui est plus grave, avec les présupposés et les attentes d'une science très (trop ?) normative. Témoin l'appréciation portée par Jean Bollack (Empédocle, II Les Origines. Édition et traduction des fragments et des témoignages [Paris, Minuit, 1969], p. XII-XIII) : 
« les philologues de la génération d'Usener et de Diels ont profondément remanié et altéré les textes qu'ils touchaient (...). Ces vices s'expliquent par l'immensité de la tâche entreprise. Diels, à lui seul, avait édité les doxographes et le commentaire monumental de la Physique [d'Aristote] par Simplicius avant d'aborder les fragments de tous les Présocratiques. Nous lui devons les instruments de notre travail. Mais les préjugés propres à sa formation et à la forme de son esprit ont laissé leur empreinte sur le texte qu'il a mis à la disposition des philosophes. (...) Les plus graves reproches qu'on puisse adresser à des esprits de la famille de Diels touchent à l'académisme qui, au nom d'une esthétique étroite, les conduisent à rejeter les prétendues "gaucheries" et les "redites". Dans le cas d'un procédé aussi noble et aussi essentiel à la poésie archaïque que la répétition et la reprise, ces œillères nous ont valu une édition [d'Empédocle] appauvrie et mutilée. »
 Le même Jean Bollack avait écrit (op. laud., p.  XI), à propos des doxographes :
« il faut défendre contre la plupart des philologues le texte de ces humbles compilations. On s'est taillé un succès facile, à Paris et à Berlin, en se gaussant des maladresses de ces auteurs de troisième ordre, que l'on corrigeait comme des copies d'élèves. La mort est née, dit le doxographe, par la séparation de la chaleur. Est née est une faute pour le présent vient ; de plus, l'auteur avait oublié les trois autres éléments. Les exemples ne manquent pas de ce blâme méthodique, hâtif et suffisant. Les doxographes ont sur nous l'avantage de l'information, et même de l'innocence et de l'humilité. Les moyens nous font défaut pour corriger leur simple paraphrase. »

### Autres œuvres
Par rapport à Zeller, dont les travaux sur la philosophie grecque étaient principalement d'ordre historique et exégétique, Diels, autant et plus que Gomperz dont les études philosophiques se doublaient d'un vif intérêt textuel (interprétation et critique conjecturale des fragments de la tragédie grecque en relation avec la préparation de la seconde édition des Tragicorum graecorum fragmenta de Nauck, édition d'œuvres inédites de l'épicurien Philodème de Gadara), est avant tout un philologue expert dans l'art de recenser les manuscrits et de corriger les textes, dans la droite ligne de l'Usener des Epicurea.
On lui doit ainsi l'édition critique, avec apparat, de près de 1500 pages du Commentaire sur la Physique d'Aristote du néo-platonicien Simplicios de Cilicie (riche en citations de Présocratiques) dans la monumentale série des "Commentaria in Aristotelem Graeca", Tomes IX et X (Berlin, Reimer, 2 vol., 1882-1895) ; un volume, comprenant un toujours important apparat critique et exégétique, de Poetarum philosophorum fragmenta (Berlin, Weidmann, 1901 ; la distinction entre "A" et "B" du DK y fait sa première apparition), qui constitue encore à l'heure actuelle l'édition de référence pour Parménide, Empédocle, Xénophane et le sillographe Timon ; et l'édition princeps de la partie conservée du traité Sur les dieux de Philodème (Philodemos Über die götter, eerstes - drittes buch Berlin, Reimer, 1916-1917), reconstituée à partir des papyri d'Herculanum et de leurs copies manuscrites réalisées à l'ouverture de ces rouleaux calcinés. Ce que faisant, Diels a été (avec Wilamowitz, mais bien davantage que lui) l'un des tout premiers à étudier et à éditer des textes papyrologiques importants, tels que l'Anonyme de Londres  (Anonymi Londinensis ex Aristotelis Iatricis Menoniis et aliis medicas eclogae, Berlin, Reimer, 1893) et le commentaire de Didyme d'Alexandrie à Démosthène (Didymos. Kommentar zu Demosthenes. Papyrus 9780. Nebst Wörterbuch zu Demosthenes' Aristocratea. Papyrus 5008 en collaboration avec le grand papyrologue Schubart, Berlin, Weidmann, 1904) ; l'état dans lequel était la paléographie des textes préservés sur ce support au début du vingtième siècle explique en grande partie les insuffisances et les sérieux défauts des contributions de Diels à la papyrologie littéraire.

Le moindre de ses titres de gloire comme philologue, un peu trop oublié aujourd'hui où l'on se souvient surtout de lui pour le DK et les Doxographi graeci, n'est pas d'avoir été l'un des premiers à écrire une histoire de la transmission du texte d'une grande œuvre antique, en l'espèce les livres I à IV de la Physique  d'Aristote : Zur Textgeschichte der Aristotelischen Physik (Berlin, Verlag der königlichen Akademie der Wissenschaften, 1883, 42 p.) ; il passe ainsi en revue les manuscrits alors connus, les classe et sélectionne les plus importants d'entre eux en donnant ses raisons en détail, avant d'utiliser les citateurs anciens pour reconstituer les états médiévaux du texte. Le dernier éditeur lui rend hommage en ces termes (W. D. Ross, Aristotle's Physics. A Revised Text with Introduction and Commentary [Oxford, Clarendon Press, 1936 et réimpressions], p. 103 et 105-106) : 
« the situation as regards the authorities (pour le texte) was stated in a masterly way by Hermann Diels. (...) Though one may disagree with his treatment of many individual passages, there can be nothing but admiration for his general argument. (...) Diels concludes that it is doubtful whether the assumption of an archetype furnished with variants will account for all the facts. (...) Now, if Diels's account is sound, as in the main I believe it to be, you have not in the Physics the situation that is found in many classical works, where you have a distinct family- tree with branches, and each descendant manuscript perpetuates the distinctive errors of its ancestors and adds fresh distinctive errors, but never returns to the truth except by conjecture. »
Dans le cadre de ses apports à l'histoire de la philosophie ancienne, Diels a donné des éditions bilingues annotées de Parménide (Parmenides Lehrgedicht, Berlin, Reimer, 1897) et d'Héraclite (Herakleitos von Ephesos, Berlin, Weidmann, 1901 ; "Zweite Auflage", 1909), restées classiques pour la fermeté de la traduction et l'aisance à commenter en peu d'espace des textes extrêmement denses et difficiles. Il a aussi été historien de la science et des techniques grecques, comme en témoigne son œuvre de haute vulgarisation, remarquable pour ses qualités de clarté et de synthèse, Antike Technik (Leipzig, Teubner, 1914 ; 3e édition augmentée en 1920) et sa grande enquête sur la tradition textuelle des textes médicaux, le Katalog der Handschriften der antiken Ärzte, paru en feuilleton de 1905 à 1907 dans les Abhandlungen der Preussischen Akademie der Wissenschaften. Sur la fin de sa vie, il s'est enfin intéressé à Lucrèce, dont il a publié une grande édition critique (1923 : texte à prendre avec prudence en raison de son orthographe exagérément archaïsante, apparat très développé et de grande valeur du point de vue de la collecte des leçons des divers manuscrits) et, de manière posthume, une traduction en vers allemands (1924 ; le commentaire qu'il avait laissé en manuscrit n'a jamais été publié).

## Élèves
(liste non exhaustive)
- Joseph Bidez
- Auguste Diès
- Felix Jacoby

### Ouvrages de Hermann Diels
- Doxographi Graeci, Berlin, 1879.
- Zur Textgeschichte der Aristotelischen Physik, Berlin, Verlag der königlichen Akademie der Wissenschaften, 1883, 42 p.
- Poetarum philosophorum fragmenta, Berlin, 1901.
- Die Fragmente der Vorsokratiker, Berlin, 1903, 2 t. Troisième volume par W. Kranz : Register (comprenant le Wortindex de Kranz et les Namen- und Stellenregister de Diels). Trad. an. (des fragments, pas des témoignages) : K. Freeman, Ancilla to the Presocratic Philosophers, Oxford, 1948. Trad. fr. ! J.-P. Dumont, Les présocratiques, Gallimard, coll. "Pléiade", 1988.
- édition du Commentaire sur la 'Physique' d'Aristote par Simplicius : coll. Commentaria in Aristotelem Graeca (CAG), Editio consilio et auctoritate academiae litterarum regiae Borussicae [Berlin], Band IX-X, Simplicii In Aristotelis physicorum libros quattuor priores commentaria, de Gruyter, 1907.  (ISBN 3-11-016537-6).

### SurDoxographi Græci
- Barbara Cassin, Si Parménide. Le traité anonyme De Melisso Xenophane Gorgia. Édition critique et commentaire (Lille, Presses Universitaires de Lille, 1980), p. 105-116
- Léonce Paquet, Michel Roussel & Yvon Lafrance, Les Présocratiques : Bibliographie analytique (1879-1980) (Montréal & Paris, Bellarmin & Les Belles Lettres, 1988), p. 11-12, 14-15, 67-69
- Jaap Mansfeld & D. T. Runia, Aëtiana. The Method and Intellectual Context of a Doxographer, Volume One. The Sources (Leyde, New York & Cologne, Brill, 1997), surtout p. 64-110
- André Laks, Du témoignage comme fragment, dans G. W. Most (éd.), Collecting Fragments. Fargmente Sammeln (Göttingen, Vandenhoeck & Ruprecht, 1997), 237-272
- J. Mansfeld, dans A. A. Long (éd.), The Cambridge Companion to Early Greek Philosophy (Cambridge, Cambridge University Press, 1999), p. 22-26

### SurDie Fragmente der Vorsokratiker
- Paquet, Roussel & Lafrance, Les Présocratiques..., p. 90-92
- N. L. Cordero, dans Pierre Aubenque (éd.), Études sur Parménide, II (Paris, Vrin, 1987), p. 18-21
- Long (éd.), The Cambridge Companion..., p. 5-6, 24-25
- La traduction française complète parue dans la Bibliothèque de la Pléiade, Les Présocratiques  par Jean-Paul Dumont, Jean-Louis Poirier et Daniel Delattre (Gallimard, 1988 et réimpressions), est richement annotée mais assez peu fiable en raison notamment du choix de l'alexandrin pour le rendu des vers grecs, ce qui rend aléatoire la lecture de tous les poètes philosophes de la collection (Parménide, Empédocle, Xénophane, etc).

### Sur Hermann Diels
- Paul Monceaux, « Éloge funèbre de M. Hermann Diels, correspondant étranger de l'Académie », Comptes rendus des séances de l'Académie des Inscriptions et Belles-Lettres, nos 4, 66ᵉ année,‎ 1922, p. 253-255 (lire en ligne).
- Eckart Schütrumpf, dans W. W. Briggs & W. M. Calder III (éd.), Classical Scholarship. A Biographical Encyclopedia (New York, Garland, 1990), p. 52-60.
- William M. Calder... [et al.], Hermann Diels (1848-1922) et la science de l'antiquité. Vandoeuvres-Genève, 17-21 août 1998 : huit exposés suivis de discussions Genève, Fondation Hardt, 1999
- Otto Kern : Hermann Diels und Carl Robert. Ein biographischer Versuch. (= Jahresbericht über die Fortschritte der klassischen Altertumswissenschaft. Supplementband 215) Reisland, Leipzig 1927.
- Eckart Mensching : Über Hermann Diels (1848–1922) und die Mittwochs-Gesellschaft. Dans: Derselbe: Nugae zur Philologie-Geschichte 7 (1994) p. 9–30.
- Eckart Mensching: Hermann Diels. Ein Text aus dem Weltkrieg (1917). In: Derselbe: Nugae zur Philologie-Geschichte 7 (1994) p. 31–50.
- Eckart Mensching: Über Hermann Diels und die Berliner Graeca. In: Derselbe: Nugae zur Philologie-Geschichte 8 (1995) ^p. 9–57.
- Reimar Müller (de) : Zum 150. Geburtstag von Hermann Diels. In: Sitzungsberichte der Leibniz-Sozietät. 29 (1999) 2, p. 107–111.
- Wolfgang Rösler: Hermann Diels und die Fragmente der Vorsokratiker. In: Annette M. Baertschi, Colin G. King (Hg.): Die modernen Väter der Antike. de Gruyter, Berlin 2009,  (ISBN 978-3-11-019077-9).
- (de) Klaus-Gunther Wesseling, « DIELS, Hermann Alexander », dans Biographisch-Bibliographisches Kirchenlexikon (BBKL), vol. 16, Herzberg, 1999 (ISBN 3-88309-079-4, lire en ligne), colonnes 377-393 (Article sur Internet Archive)
- (de) Peter Robert Franke (de), « Diels, Hermann », dans Neue Deutsche Biographie (NDB), vol. 3, Berlin, Duncker & Humblot, 1957, p. 646–647 (original numérisé).
- Edzard Visser (de): Diels, Hermann. Dans : Peter Kuhlmann, Helmuth Schneider (dir.) : Geschichte der Altertumswissenschaften. Biographisches Lexikon (= Der Neue Pauly (de). Supplemente. Volume 6). Metzler, Stuttgart/Weimar 2012,  (ISBN 978-3-476-02033-8), Sp. 304–307.
- Leonid Zhmud (de): Revising Doxography: Hermann Diels and his Critics. Dans: Philologus 145 (2001) p. 219–243.